# Lonchodryinus ruficornis
Lonchodryinus ruficornis är en stekelart som först beskrevs av Johan Wilhelm Dalman 1818.  Lonchodryinus ruficornis ingår i släktet Lonchodryinus, och familjen stritsäcksteklar. Arten är reproducerande i Sverige.